# Western Conference (NHL)
 For alternative betydninger, se Western Conference. (Se også artikler, som begynder med Western Conference)
Vestkonferencen (engelsk: Western Conference, fransk: Conférence de l'Ouest) er en af to konferencer i den professionelle nordamerikanske ishockeyliga, National Hockey League (NHL), der består af ligaens to vestligste divisioner: Pacific Division og Central Division med i alt 15 hold. Dens østlige pendant er Eastern Conference.
Konferencen etableredes i 1974 under navnet Clarence Campbell Conference i 1974, da NHL-organisationen inddelte holdene i to konferencer og fire divisioner. Eftersom de nye konferencer og divisioner ikke havde specielt meget at gøre med den nordamerikanske geografi, valgte man at undgå geografiske navne til både konferencer og divisioner, selvom Campbell-konferencen de facto var konferencen for de vestlige hold. Navnene på konferencerne og divisionerne blev ændret i 1993 for at afspejle deres geografiske placeringer. Den dengang nyudnævnte kommissær for NHL, Gary Bettman, gennemførte ændringerne for at fremme forståelsen for ikke-hockeyfans, ligesom både andre professionelle sportsligaer såsom NBA, NFL og MLB tidligere havde gjort. Ændringen medførte dog flere klager fra purister og ældre hockeyfans, der følte, at ændringen fjernede magien fra ligaens historie. Trofæet, der gives til vinderen af konferencen, Clarence S. Campbell Bowl, viser dog stadig en del af ligaens arv.

## Divisioner
Oprindeligt bestod Campbell-konferencen af Patrick-divisionen og Smythe-divisionen. I 1981 skiftede Patrick-divisionen tilhørsforhold til Prince of Wales Conference, mens Norris Division i stedet kom ind under Campbell-konferencen. Da navnene på konferencerne og divisionerne i 1993 blev ændret, kom Vestkonferencen til at bestå af Central Division og Pacific Division. Omstruktureringen i 1998 tilføjede endnu en division, Northwest Division til konferencen, der dermed kom til at bestå af tre divisioner. 
Northwest Division blev nedlagt i 2013, hvor divisionens amerikanske hold blev overført til Central Division, mens de canadiske hold blev flyttet til Pacific Division. Efter denne omstrukturering blev holdene nærmest opdelt i divisioner efter deres tidszone, idet alle holdene i Central Division (på nær Colorado Avalanche) ligger i Central Time Zone, mens holdene i Pacific Division er fordelt i Mountain Time Zone og Pacific Time Zone.
I 2017 blev Pacific Division udvidet med Vegas Golden Knights, hvilke bragte antallet af hold i konferencen op på 15. I 2021 bliver ligaen udvidet med et hold i Seattle, hvorved vestkonferencen når op på 16 hold, ligesom østkonferencen. 
| Pacific Division     | Central Division    |
| -------------------- | ------------------- |
| Anaheim Ducks        | Chicago Blackhawks  |
| Arizona Coyotes      | Colorado Avalanche  |
| Calgary Flames       | Dallas Stars        |
| Edmonton Oilers      | Minnesota Wild      |
| Los Angeles Kings    | Nashville Predators |
| San Jose Sharks      | St. Louis Blues     |
| Vancouver Canucks    | Winnipeg Jets       |
| Vegas Golden Knights |                     |

## Mesterskaber
Mesterskabet i Vestkonferencen er gennem tiden blev afgjort på forskellige måder. Indtil 1982 havde National Hockey League et slutspilssystem, der adskilte sig fra de øvrige nordamerikanske professionelle sportsligaers slutspil på den måde, at holdene blev seedet uden hensyntagen til deres konference. Det betød f.eks., at to hold fra samme konference kunne mødes i Stanley Cup-finalen, hvilket skete i 1977, 1978 og 1980. I tiden med dette slutspilsformat blev mesterskabet i Campbell-konferencen afgjort i ligaens grundspil, hvor det hold, der opnåede flest point blev kåret til konferencemestre.
Siden indførelsen af konferencefinalerne i 1982 er mesterskabet i Campbell- hhv. Vest-konferencen gået til det hold, der vandt konferencemesterskabet i slutspillet.
Fra 1982 til 1993 gik de fire bedste hold i hver division videre til slutspillet. Vinderne i første runde mødtes i divisionsfinalerne, hvorefter de to divisionsvindere spillede om konferencemesterskabet i konferencefinalen. I perioden 1994-2013 gik de otte bedste hold i konferencen videre til slutspillet, hvor de to divisionsvindere automatisk blev topseedede. Siden 2014 er de tre bedste hold i hver division garanteret et slutspilsplads, mens de sidste to pladser i slutspillet uddeles som wildcards til de to bedste resterende hold i konferencen på tværs af de to divisioner.
Mesterholdet i Vestkonferencen modtager trofæet Clarence S. Campbell Bowl og holdet møder mestrene fra Eastern Conference i Stanley Cup-finalen.

### Grundspilsvindere i Campbell-konferencen
| Sæson                            | Mestre (titel nr.)       |
| -------------------------------- | ------------------------ |
| 1974-75                          | Philadelphia Flyers† (1) |
| 1975-76                          | Philadelphia Flyers (2)  |
| 1976-77                          | Philadelphia Flyers (3)  |
| 1977-78                          | New York Islanders (1)   |
| 1978-79                          | New York Islanders (2)   |
| 1979-80                          | Philadelphia Flyers (4)  |
| 1980-81                          | New York Islanders† (3)  |
| † Holdet vandt også Stanley Cup. |                          |

### Slutspilsvindere i Campbell-konferencen
| Sæson                            | Mestre (titel nr.)        | Finalister            | Res. |
| -------------------------------- | ------------------------- | --------------------- | ---- |
| 1981-82                          | Vancouver Canucks (1)     | Chicago Black Hawks   | 4–1  |
| 1982-83                          | Edmonton Oilers (1)       | Chicago Black Hawks   | 4–0  |
| 1983-84                          | Edmonton Oilers† (2)      | Minnesota North Stars | 4–0  |
| 1984-85                          | Edmonton Oilers† (3)      | Chicago Black Hawks   | 4–2  |
| 1985-86                          | Calgary Flames (1)        | St. Louis Blues       | 4–3  |
| 1986-87                          | Edmonton Oilers† (4)      | Detroit Red Wings     | 4–1  |
| 1987-88                          | Edmonton Oilers† (5)      | Detroit Red Wings     | 4–1  |
| 1988-89                          | Calgary Flames† (2)       | Chicago Blackhawks    | 4–1  |
| 1989-90                          | Edmonton Oilers† (6)      | Chicago Blackhawks    | 4–2  |
| 1990-91                          | Minnesota North Stars (1) | Edmonton Oilers       | 4–1  |
| 1991-92                          | Chicago Blackhawks (1)    | Edmonton Oilers       | 4–0  |
| 1992-93                          | Los Angeles Kings (1)     | Toronto Maple Leafs   | 4–3  |
| † Holdet vandt også Stanley Cup. |                           |                       |      |

### Slutspilsvindere i Vestkonferencen
| Sæson                            | Mestre (titel nr.)               | Finalister              | Res. |
| -------------------------------- | -------------------------------- | ----------------------- | ---- |
| 1993-94                          | Vancouver Canucks (2)            | Toronto Maple Leafs     | 4–1  |
| 1994-95                          | Detroit Red Wings (1)            | Chicago Blackhawks      | 4–1  |
| 1995-96                          | Colorado Avalanche† (1)          | Detroit Red Wings       | 4–2  |
| 1996-97                          | Detroit Red Wings† (2)           | Colorado Avalanche      | 4–2  |
| 1997-98                          | Detroit Red Wings† (3)           | Dallas Stars            | 4–2  |
| 1998-99                          | Dallas Stars† (2)                | Colorado Avalanche      | 4–3  |
| 1999-2000                        | Dallas Stars (3)                 | Colorado Avalanche      | 4–3  |
| 2000-01                          | Colorado Avalanche† (2)          | St. Louis Blues         | 4–1  |
| 2001-02                          | Detroit Red Wings† (4)           | Colorado Avalanche      | 4–3  |
| 2002-03                          | Mighty Ducks of Anaheim (1)      | Minnesota Wild          | 4–0  |
| 2003-04                          | Calgary Flames (3)               | San Jose Sharks         | 4–2  |
| 2004-05                          | Sæson ikke spillet pga. lockout. |                         |      |
| 2005-06                          | Edmonton Oilers (7)              | Mighty Ducks of Anaheim | 4–1  |
| 2006-07                          | Anaheim Ducks† (2)               | Detroit Red Wings       | 4–2  |
| 2007-08                          | Detroit Red Wings† (5)           | Dallas Stars            | 4–2  |
| 2008-09                          | Detroit Red Wings (6)            | Chicago Blackhawks      | 4–1  |
| 2009-10                          | Chicago Blackhawks† (2)          | San Jose Sharks         | 4–0  |
| 2010-11                          | Vancouver Canucks (3)            | San Jose Sharks         | 4–1  |
| 2011-12                          | Los Angeles Kings† (2)           | Phoenix Coyotes         | 4–1  |
| 2012-13                          | Chicago Blackhawks† (3)          | Los Angeles Kings       | 4–1  |
| 2013-14                          | Los Angeles Kings† (3)           | Chicago Blackhawks      | 4–3  |
| 2014-15                          | Chicago Blackhawks† (4)          | Anaheim Ducks           | 4–3  |
| 2015-16                          | San Jose Sharks (1)              | St. Louis Blues         | 4–2  |
| 2016-17                          | Nashville Predators (1)          | Anaheim Ducks           | 4–2  |
| 2017-18                          | Vegas Golden Knights (1)         | Winnipeg Jets           | 4–1  |
| 2018-19                          | St. Louis Blues (1)              | San Jose Sharks         | 4–2  |
| † Holdet vandt også Stanley Cup. |                                  |                         |      |